# 哌甲酯
派醋甲酯（INN：Methylphenidate，简称MPH或MPD），商品名利他林（Ritalin）或缓释锭商品名专注达（Concerta），是一種中樞神經系統興奮劑。其結構和藥理與安非他命、可卡因相似，能改善使用者的情緒和專注力，被應用於注意力不足過動症（ADHD）、嗜睡症、躁鬱症和憂鬱症的治療。
临床使用哌甲酯的盐酸盐（盐酸哌甲酯），其治疗注意缺陷多动障碍的作用机制尚不清楚。哌甲酯被认为通过阻断突触前神经元对去甲肾上腺素和多巴胺的再摄取，以及增加这些单胺物质释放至外神经元间隙。哌甲酯是外消旋体，右旋异构体比左旋异构体更具药理活性。
派醋甲酯的化學最簡式為C14H19NO2•HCl。 Methylphenidate hydrochloride USP 是一種白色、無味的結晶體。派醋甲酯的水溶液介於酸性於鹼性之間。派醋甲酯能在純水及甲醇中完全溶解；在乙醇中部分溶解；些微溶解於氯仿和丙酮中。Methylphenidate hydrochloride USP的分子量為269.77。
派醋甲酯在1948年由CIBA（後被諾華公司收購）研制，被用於治療注意力不足過動症而在1955年獲得FDA的銷售許可，並在之後的幾十年内成為醫治該症的臨床第一線藥物。
派醋甲酯用於醫療始於1960年。自1990年代起，大眾逐漸接受ADHD的診斷，於是此藥物的處方日益增加。在2007-2012年間，英國的派醋甲酯處方增加了50%。在2013年，全球的派醋甲酯銷售量增加至24億劑，與前一年同比上升66%。美國的消費量占全球的80%以上。 
注意力不足過動症的病因可能與多巴胺、去甲腎上腺素和穀氨酸有關。這些物質决定了大腦的自我約束功能，並影響個人的注意力、控制力、行為、動機和執行能力。派醋甲酯的作用便是抑制去甲腎上腺素和多巴胺的再回收，使這些神經傳遞物質的濃度和强度大幅提高。派醋甲酯和古柯鹼在結構和藥理上有相似之處，但派醋甲酯的效力低於後者，藥效長於後者。派醋甲酯也是一種較弱的5HT1A受體興奮劑。
這一藥品在全球範圍内基本都受到不同程度的管制。
整體而言，派醋甲酯與同為中樞神經興奮劑的安非他命結構上相似，但派醋甲酯和安非他命不同，不容易成癮。
而研究顯示：對沒有ADHD的一般人來說，多只能稍微縮短反應時間，對於考試需要的複雜記憶、執行功能並無幫助，沒有一般認為「神經促進」的效果，因此對考試成績也没有显著的影响。

## 用途

### 醫療用途
派醋甲酯是一種常見的興奮劑類物，藥理是阻斷去甲腎上腺素和多巴胺的回收。它所能產生的效果包括增加並維持警惕性、抵抗疲勞與提升注意力。派醋甲酯的短期效益與成本效益已經確立。派醋甲酯未被許可用於6歲以下的兒童。派醋甲酯也可能用於治療非適應症，例如躁郁症與重度憂鬱症。
核磁共振的元分析與系統綜述表明，長期使用ADHD興奮劑（特别是安非他命與派醋甲酯）可以減少ADHD受試者的大腦中的結構異常與功能異常。此外，臨床興奮劑研究的評論已確定了長期連續使用ADHD興奮劑對ADHD患者的安全性與有效性，長期所指的時間長達數年。然而，截至2015年11月，派醋甲酯對患者的ADHD症狀與生活品質的改善的精確度仍不明確。

#### 注意力不足過動症
派醋甲酯被美國食品與藥品監督管理局（FDA）批准用於治療注意力不足過動症。與行為修正與認知行為療法配合治療效果更佳。藥物劑量的個體差異很大，因此使用的劑量必須精確。
ADHD當前的病理模型表明，ADHD與大腦中部分神經傳遞物質系統（尤其是涉及多巴胺與去甲腎上腺素的）中的功能障礙有關。派醋甲酯與安非他命這一類的精神興奮劑能夠增加這些系統中的神經遺傳地活性，因而可能有效地治療ADHD。约70%的使用者能改善ADHD的症状。使用哌甲酯的ADHD患儿通常能与同龄人与家庭成员建立更好的关系，在学校表现更好，且更少分心或冲动，能保持更久的注意力。ADHD患者的药物滥用失常可能性增加，而刺激性药物能降低这种风险。

#### 嗜睡症
嗜睡症是一种慢性睡眠障碍，会在白天出現难以抑制的困倦，以及突然产生的困意，主要需要兴奋剂予以治疗。哌甲酯被认为有助于提升觉醒度、警惕性与行为表现。哌甲酯能改善标准化测试中嗜睡的结果，如多重睡眠潜伏期试验，但是不能提升到正常人的水平。

#### 其他
哌甲酯也可能用于治疗重性抑郁障碍。它可以降低中风、癌症与HIV阳性患者的抑郁水平。然而，用兴奋剂治疗耐受性抑郁症的做法具有争议。在老人与病人身上，兴奋剂可能比三环类抗抑郁药具有更少的副作用。对于癌症晚期患者，哌甲酯可用于抵抗鸦片类药物导致的嗜睡，治疗抑郁症与改善认知功能。

### 增强行为表现(益智藥)
2015年，对高质量临床试验进行的荟萃分析与系统评价中发现，对于健康成人而言，治疗剂量的苯丙胺与哌甲酯可以造成认知能力（包括工作记忆、情景记忆和抑制控制试验）轻微但明确的改善，其作用机制为间接激活前额叶皮层的多巴胺受体D1与肾上腺皮质受体α2。哌甲酯与其他ADHD兴奋剂也可以提升任务的突出性与增强唤起。哌甲酯通过抑制再摄取中枢神经系统中的多巴胺来增加人的耐力与专注度。安非他命与哌甲酯这一类药物可以提升在执行枯燥与困难任务时的表现，并被某些学生用于学习与考试的辅助。基于自我报告的对兴奋剂违规使用的调查研究显示，提升表现而非用于娱乐，是学生使用兴奋剂的主要原因。与安非他命和安非他命酮类似，高于治疗剂量的哌甲酯可能对工作记忆与管控能力有负面影响，同时大剂量的哌甲酯还可能损害运动能力，如导致横纹肌溶解症与中暑。

#### 增强行为表现的道德问题
哌甲酯有时被学生用来增强精神能力，帮助集中注意力与帮助学习。
生物伦理学专家约翰·哈里斯认为，阻止健康人服用这种药物是不道德的。
Barbara Sahakian称这种使用利他林的方式可能导致学生在考试中拥有不公平的优势，最终导致大学可能会考虑要求学生提供尿液样本以进行药物检测。

## 禁忌症
以下情况應經醫師評估後再使用哌甲酯：
- 使用单胺氧化酶抑制剂（如苯乙肼、反苯环丙胺）时
- 有激越、抽动综合症、青光眼等情况
- 对哌甲酯药物中任何成分有過敏反应
- 高血壓及其他心血管疾病
- 癲癇患者或有癲癇病史
- 躁鬱症

美国FDA对哌甲酯的怀孕分级为C，建议女性只在效用超过潜在风险时使用。还没有足够的动物实验和人类研究足以说明哌甲酯对胎儿发育的作用。至2007年，实证文献中共包含来自3个实证研究的63条产前接触哌甲酯的案例。

## 药理學

### 药效学
| Neurotransmitter transporter | Measure (units) | dl-MPH | d-MPH  | l-MPH  |
| ---------------------------- | --------------- | ------ | ------ | ------ |
| DAT                          | Ki (nM)         | 121    | 161    | 2250   |
| DAT                          | IC50 (nM)       | 20     | 23     | 1600   |
| NET                          | Ki (nM)         | 788    | 206    | >10000 |
| NET                          | IC50 (nM)       | 51     | 39     | 980    |
| SERT                         | Ki (nM)         | >10000 | >10000 | >6700  |
| SERT                         | IC50 (nM)       | —      | >10000 | >10000 |
| GPCR                         | Measure (units) | dl-MPH | d-MPH  | l-MPH  |
| 5-HT1A                       | Ki (nM)         | 5000   | 3400   | >10000 |
| 5-HT1A                       | IC50 (nM)       | 10000  | 6800   | >10000 |
| 5-HT2B                       | Ki (nM)         | >10000 | 4700   | >10000 |
| 5-HT2B                       | IC50 (nM)       | >10000 | 4900   | >10000 |

哌甲酯是一种苯哌啶衍生物。它与儿茶酚胺和苯乙胺有相同的基本结构。
哌甲酯主要充当去甲腎上腺素-多巴胺再攝取抑制劑(NDRI)，一般有调整多巴胺水平在较小程度上也影响去甲肾上腺素的作用。 与古柯碱相似，哌甲酯与多巴胺运转体(DAT)和去甲肾上腺素运转体(NET)结合并抑制其作用。
此外，哌甲酯被认为是一种释放剂，通过提升多巴胺和去甲肾上腺素的释放，但作用不及安非他命。 哌甲酯的作用机理被广泛争论，但和安非他命相比，它被认为加速了放电速率，而安非他命逆转了单胺运转体的流动。 虽然两者作用都与多巴胺有关，但作用的方式明显不同。具体而言，哌甲酯是一种多巴胺再摄取抑制剂，而安非他命是一种促多巴胺释放剂。两者都对去甲肾上腺素有相应的微小作用。
哌甲酯具有多巴胺运转体和去甲肾上腺素运转体的亲和力，它的右旋对映体对去甲肾上腺素运转体显示了强烈的亲合势。左右两种对映体都显示了对5HT1A和5HT2B子类型的5-羟色胺受体的亲和力，尽管没有观察到和5-羟色胺转运体直接的结合。
哌甲酯可能也会产生保护神经的作用。
右旋对映体比左旋对映体效果甚佳，所以一些药物仅含有哌甲酯的右旋对映体。

### 药物代謝动力学
口服哌甲酯能达到11-52%的生物利用度，一次性释放（如利他林）其峰值效果能持续2-4小时，而缓释（如利他林SR）可持续3-8小时，或延长释放片剂可持续8-12小时（如Concerta）。哌甲酯的半衰期为2-3小时，取决于个体，服药约2小时后血浆浓度达到峰值。
口服给药时，哌甲酯的右旋同分异构体的生物利用度比其左旋同分异构体更高，且是哌甲酯外消旋混合物中起精神活性作用的主要物质。
与预计相反，在餐中服用哌甲酯可加快吸收。
哌甲酯在羧酸酯酶1的作用下代谢为利他林酸。右旋体与左旋体相比代谢速度更慢。

## 副作用
哌甲酯通常有高的耐受量。观察到最常见的副作用包括食欲不振、口干、焦虑/紧张、恶心与失眠。胃肠道的不良反应可包括腹部疼痛和体重减轻。神经系统的副作用可包括坐立不安、易怒、运动障碍、困倦和头晕。心脏的不良反应可包括心悸、血压变化、心率变化和心跳过速。眼科方面的不良反应可能包括视力模糊和干眼，罕见复视与瞳孔扩大。其他的副作用可能包括抑郁、情绪不稳、神志不清和磨牙。常见多汗，罕见胸痛。
有部分证据表明长期用药的儿童出现了略微的生长速度下降，但没有发现因果关系，且下降的情况没有长期存在。超敏反应（包括皮疹、荨麻疹和发烧）时有报道。
哌甲酯可以使精神病患者的精神病恶化，且在非常罕见的情况下可导致新的精神病症状的出现。由于此药物对狂躁与轻度狂躁有潜在的诱发性，在用于躁郁症患者时应特别小心。也有非常罕见的引发自杀念头的报道，但不足以建立因果联系。
偶尔有出血的报告。很少有导致性欲障碍、定向力障碍与幻觉的报道。阴茎异常勃起是其可能导致的非常罕见但可能严重的不良反应。
2011年，由FDA委托的研究表明，在儿童与成人中，哌甲酯或其他ADHD兴奋剂的医疗用途不会导致严重不良心血管事件（猝死，心脏病发作和中风）。
部分不良反应只在长期使用哌甲酯时出现，故应留意用药期间出现的不良反应。
其他的副作用包括：
- 腹痛
- 失静症 (烦躁不安)
- 脱发
- 暴躁
- 心绞痛
- 厌食症
- 焦虑
- 血压和脉搏变化 (上升和下降皆有可能)
- 心律不整
- 憂鬱
- 出汗
- 眩晕
- 运动障碍
- 欣快或烦躁不安
- 头痛
- 过敏 (包括皮疹, 荨麻疹, 发热, 关节痛, 剥脱性皮炎, 多形性红斑, 坏死性脉管炎,和血小板减少性紫癜)
- 倦怠
- 性欲变化
- 反胃
- 心悸
- 瞳孔放大[33]
- 精神失常[34]
- 暂时性体重减少
- 失眠
- 生长萎缩
- 自杀倾向
- 口腔干燥

## 滥用
哌甲酯急性过量的症状主要是因为中枢神经系统受到过度刺激。这些症状包括：呕吐、焦虑、震颤、反射亢进、肌肉抽搐、欣快、幻觉、谵妄、中暑、出汗、潮红、头痛、心跳过速、心律失常、心悸、高血压、瞳孔扩大和黏膜干燥。
严重的过量可能导致高热（不低于41.5℃）、肾上腺素过多、惊厥、偏执、刻板症、快速肌肉衰竭（横纹肌溶解症）、昏迷和循环衰竭。
有将哌甲酯片剂注射入动脉后导致脓肿和坏死的毒性反应的报道。
如果予以适当的救助，哌甲酯过量很少致命。

### 成瘾性与依赖性
药理学文章认为哌甲酯是一种效果、成瘾性、依赖性与苯丙胺（安非他命）类似的兴奋剂，而苯丙胺在可成瘾药物中处于中等。因此，当把哌甲酯高剂量使用作为娱乐性药物时，成瘾与心理依赖是可能的。当使用剂量大于医用剂量时，兴奋剂与兴奋剂型精神病的发展产生关联。与所有有成瘾性的药物一样，其成瘾机制为ΔFosB在伏隔核中的D1型中等有棘神经元中过量表达。
哌甲酯作为一种戒除甲基苯甲胺成瘾过程中的替代物质时表现出了一些好的效果。哌甲酯和安非他命已被研究作为可卡因成瘾治疗中的化学替代品，美沙酮也被以同样的方式用作替代药物治疗对海洛因的生理依赖。其在治疗可卡因或心理/生理成瘾方面的作用尚未证实，还有待进一步研究。

#### 生物分子机制
因为哌甲酯在大脑的奖赏系统中的药物效应动力学作用（抑制多巴胺再摄取），其具有导致欣快的潜力。在治疗剂量下，ADHD兴奋剂不会充分激活奖赏系统，或者奖赏路径，以引起ΔFosB基因在伏隔核中的D1型中等有棘神经元中持久表达。因此，当用于医疗且遵照医嘱时，哌甲酯不会成瘾。然而，当哌甲酯以足够高的剂量通过高生物利用度的给药途径（如吸入或静脉注射）使用，尤其是用作兴奋剂时，ΔFosB会在伏隔核中积累。因此，与其他可成瘾药物一样，娱乐用途的高剂量哌甲酯最终会导致ΔFosB在伏隔核中的D1型中等有棘神经元中过量表达，随后引发一系列激活基因转录的信号转导，导致上瘾。

## 交互作用
哌甲酯可以抑制豆香素抗凝血剂、某些抗惊厥药物和一些抗抑郁药（三环类抗郁药和选择性5-羟色胺再摄取抑制剂）的代谢。共同给药可能需要调整剂量，可能需要监测血浆药物浓度来辅助。

有几例哌甲酯与抗郁药共同使用诱发血清素综合征的案例。
当哌甲酯与乙醇共存时，会通过肝中的酯交换生成代谢物哌乙酯，与可卡因与酒精共用时在肝中生成高古柯碱的逆反应不同。哌乙酯所减少的效力以及其微小的生成量意味着它不会影响哌甲酯的药效，无论是药用剂量还是过量，哌乙酯的浓度都可以忽略不计。

与酒精的混合作用可导致d-哌甲酯的血浆浓度上升最多40%。

哌甲酯的肝毒性极其罕见，但有限的证据表明，与哌甲酯共同摄入β肾上腺素激动剂可能增加肝中毒的风险。

### v.s 阿托莫西汀
阿托莫西汀為另一種常見用於治療注意力不足/過動症（AD/HD）的第一線藥物。
縱然阿托莫西汀與中樞神經興奮劑同樣為治療ADHD的第一線藥物，然而其對特定症狀改善的程度可能與中樞神經興奮劑不同（兩類藥物各有其長處）。阿托莫西汀在改善過動-衝動的症狀上，略優於哌甲酯；哌甲酯則在改善分心的症狀上，略優於阿托莫西汀。
而阿托莫西汀與哌甲酯併服的處方尚未經美國食品藥物管理局核可，但醫師會視個案的情況（如共病、預後）以開仿單標示外使用的方式處方之。在臨床試驗中，並未發現兩者併服後產生加乘的心血管副作用。換言之，兩者併服之心血管副作用，與單獨服用哌甲酯所產生的心血管副作用相同。

## 化学
哌甲酯可能有四种同分异构体，因为其分子具有两个手性中心，可分为一对赤式与一对苏式异构体，其中只有右-苏式-哌甲酯有药物活性。当此药刚上市时，以赤式:苏式按3:1混合。赤式非对映异构体也是升压胺。

### 体液中的检测
哌甲酯及其主要代谢物利他林酸可在血浆、血清或全血中检验，以监测病人是否按医嘱用药，确认可能的中毒者，或协助剂量致命时的法医调查。

## 药物产品
以下藥品所含之有效成分皆為哌甲酯，各自在藥效動力學上具有相同屬性；在藥物代謝動力學上的作用則有些微差異。
- 利他林（Ritalin）[49]
- 利長能（Ritalin LA）[50]
- 專思達（Concerta）[51]
- 安保美喜錠（Apo-Methylphenidate）[52][53]

藥品的劑量應採個人化的方式視患者的反應及需要來決定之。

### 利他林
有5、10、和20 mg等三種口服錠劑型。
作用時間：約3.5小時。

#### 藥品說明書（仿單）上的建議劑量

##### 成人建議劑量
多數患者的平均劑量為每天總劑量20-30毫克（mg），並在一天中分2-3次達成。建議在餐前30-45分鐘前服用。有些患者的每日總劑量可能需要到達40-60毫克，並在一天中分2-3次達成。除了以上兩者，患者的每日總劑量約控制在10-15 毫克，並在一天中分2-3次達成即可。

##### 6-18歲的患者建議劑量
起始劑量為分別在早餐和午餐前服用一顆5毫克的利他能。並視需要，以一個星期為一次劑量的調整週期，每次調整的幅度為5或10毫克（mg）。無論分幾次服用，每天的總劑量不建議超過60毫克。

### 利長能
利長能共有10、20、30、40和60毫克五種劑型，分別與每日服用兩次的短效利他能之5、10、15、20、和30 毫克（mg）劑型相對應。

#### 藥品說明書上的建議劑量
建議起始劑量為每天一粒20毫克的利長能。然而醫師可依照臨床判斷將起始劑量降至每天一粒10毫克的利長能。往後的日子中，劑量的調整建議以一周調整10毫克（mg）為準。利長能的劑量可依照患者對藥物的耐受性及症狀改善的程度將劑量以一周調整10毫克的準則，逐漸調整至每天一粒60毫克的利長能。然而不建議將劑量繼續增加到超過60毫克/每天。

藥效作用時間：約8小時。

#### 短效藥物轉換至長效利長能（Ritalin LA）的劑量轉換建議表
| （Previous Methylphenidate Dose）                    | （Recommended Ritalin LA Dose）       |
| ---------------------------------------------------- | ------------------------------------- |
| 每天服用5毫克的利他能二次                            | 每天一粒10毫克的利長能 （10 mg q.d.） |
| 每天服用10毫克的利他能二次或20mg的methylphenidate-SR | 每天一粒20毫克的利長能（20 mg q.d.）  |
| 每天服用15毫克的利他能二次                           | 每天一粒30毫克的利長能 （30 mg q.d.） |
| 每天服用20毫克的利他能二次或40mg的methylphenidate-SR | 每天一粒40毫克的利長能（40 mg q.d.）  |
| 每天服用30毫克的利他能二次或60mg的methylphenidate-SR | 每天一粒60毫克的利長能（60 mg q.d.）  |

### 專思達
專思達是一种哌甲酯缓释长效制剂，其相比利他林能有更长的药效，用于治疗注意缺陷多动障碍（ADHD, Attention Deficit Hyperactivity Disorder）、发作性睡病、双相情感障碍和重性抑郁障碍。
12歲以下的使用者，專思達的每日最大劑量上限為54毫克；13到65歲的使用者之每日最大劑量上限為72毫克，青少年不超过每千克体重2毫克；
專思達利用滲透壓以控制哌甲酯的釋放速度。這項系統以傳統錠劑為外形，由含有快速釋放型藥物為外衣的半滲透膜包覆著滲透性的活性三層內核所組成。
活性三層內核的組成是兩層包含藥物和賦形劑的藥物層以及一層包含滲透性活性成份的推藥層。在錠劑尾端的藥物層有一個由精密雷射鑽孔的孔洞。當在有水的環境下，例如胃腸道中，藥物外衣會在一小時之內溶離以提供起始劑量的哌甲酯。水份經由這層膜滲透至錠劑的內核，導致滲透性活性聚合物之賦形劑膨脹，讓哌甲酯通過該孔洞釋放出去。這層膜藉由水分進入錠劑內核的方式控制藥物釋出的速度。此系統藥物釋出的速度在接下來的6至7小時會隨著時間而增加，血漿最高濃度平均在6至10小時之間，其後會隨時間逐漸下降，錠劑中的生物惰性成分在通過胃腸道的過程中仍然保持完整，且與不可溶之藥核成份一起以錠劑藥殼的外形隨著糞便排除。
藥效持續時間：約十二小時。

#### 藥品說明書上的建議劑量
| 患者年紀 | 建議起始劑量 | 劑量範圍                                    |
| -------- | ------------ | ------------------------------------------- |
| 6-12歲   | 18 毫克/每天 | 18 - 54 毫克/每天                           |
| 13-17歲  | 18 毫克/每天 | 18 - 72 毫克/每天 每天每公斤不可超過2毫克。 |
| 18-65歲  | 18 毫克/每天 | 18 - 72 毫克/每天                           |

註解：
1. 在專思達的藥物試驗過程中發現，13-17歲的青年試驗組中，專思達的最低有效劑量為：每天每公斤1.4毫克。[64]
2. 18歲以上的兩個成人試驗組中，發現每天18-72毫克的劑量皆可達到在統計學上具顯著意義的療效，然而以每天36毫克以上進而達到統計學上具顯著意義的療效的臨床試驗者為大多數。

#### 短效藥物轉換至長效專思達的劑量轉換建議表
| 短效利他能的每天總劑量         | 建議轉換至專思達的劑量         |
| ------------------------------ | ------------------------------ |
| 每天服用5毫克的利他能二至三次  | 每天早上服用一顆18毫克的專思達 |
| 每天服用10毫克的利他能二至三次 | 每天早上服用一顆36毫克的專思達 |
| 每天服用15毫克的利他能二至三次 | 每天早上服用一顆54毫克的專思達 |
| 每天服用20毫克的利他能二至三次 | 每天早上服用一顆72毫克的專思達 |

註解：
1. 台灣尚未引進72毫克之專思達。

### 安保美喜錠
安保美喜錠（Apo-Methylphenidate）為利他能的副廠藥品。 副廠名：Apotex Incorporation. 

### 維持療法
患者所需的藥物治療時間因人而異。然而學界普遍認為，藥物治療通常不能太短。患者與醫師應該定期追蹤自己以及患者的病況。患者的症狀有可能在暫時或永久停藥後繼續改善，倘若如此，則可能是停藥時機點。

## 历史、社会与文化

### 法律状态
- 在全球范围内，哌甲酯是《精神药物公约》中的Schedule II类药物。
- 在美国，哌甲酯被分类为附表II受管制物质，即有公认的医疗价值但具有高的滥用可能性。
- 在英国，哌甲酯是B类受管制物质。无处方而持有哌甲酯可处以最高五年有期徒刑和/或无上限的罚款，非法售卖可处以最高14年有期徒刑和/或无上限的罚款。
- 在加拿大，哌甲酯被列入《受管制藥物與物質法令》中的第三類管制藥品（与LSD、迷幻蘑菇、酶斯卡灵等同一分类），且无处方持有哌甲酯为非法。
- 在新西兰，哌甲酯是B2类管制物质，非法持有可处以六个月有期徒刑，非法出售可处以14年有期徒刑。
- 在澳大利亚，哌甲酯是Schedule 8管制物质。此类物质在出售前必须放置在可上锁的保险箱内，无处方持有可被处以巨额罚款甚至监禁。
- 在瑞典，哌甲酯是List II类管制物质，具有公认的医疗价值。无处方持有可被处以最高三年的有期徒刑。
- 在法国，哌甲酯被分类为麻醉剂，开处方与售卖被严格管制，只能在开出处方的医院购买（hospital-only prescription），用于初次治疗以及每年一度的咨询。
- 在印度，哌甲酯是Schedule X药物且受1945年发布的《药物与化妆品法案》管制，只能凭神经病专家或精神科医生开出的处方购买。
- 在台湾，哌甲酯依例为第三级管制药品，医师处方需使用管制药品专用处方笺。[67]
- 在中华人民共和国（大陆地区），这一药物属于第一类精神药品，[68]管制措施与其他精神兴奋剂（如苯丙胺和莫达非尼）相同。不过不同于其他第一类精神药品和麻醉药品的是，哌甲酯控缓释制剂用于治疗注意缺陷多动障碍，可一次处方30日量（而非一般精麻药品控缓释制剂的7日量）。[69][70]

## 註解
1. ↑  舉例：一個三十公斤的服藥者每天不可服用超過60毫克的專思達

## 延伸閱讀
- 注意力不足過動症
- 嗜睡症